# Hedersleben
Hedersleben es un municipio situado en el distrito de Harz, en el estado federado de Sajonia-Anhalt (Alemania), a una altitud de 100 m s. n. m. Su población a finales de 2015 era de unos 1350 habitantes, y su densidad poblacional de 82 hab./km².